# Amasa

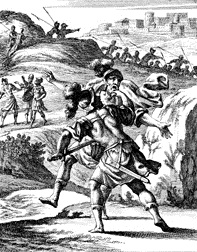
Xilogravura da morte de Amasa, de Johann Christoph Weigel, 1695

Amasa era filho de Jéter (ou Itra) e de Abigail, irmã de Davi (1 Crônicas 2:17).
Foi nomeado capitão do exército israelita por Absalão, quando este tentou destronar seu pai, Davi.
Amasa foi derrotado por seu primo Joabe, capitão do exército de Davi.
Desgostoso com Joabe, por haver matado Absalão contra as suas expressas ordens, Davi oferece a Amasa o perdão e o comando de seu exército (2 Samuel 19:13).
Amasa demora em reprimir a revolta de Seba, filho de Bicri. Davi, então, ordena a Abisai cumprir a ordem de debelar o motim, sendo seguido por Joabe, seu irmão. Amasa junta-se com suas tropas a Abisai, mas é morto por Joabe, à traição, quando este simulou um beijo de saudação, cravando-lhe a espada no abdômen (2 Samuel 20:1-10).